# Niltava
Niltava is een geslacht van zangvogels uit de familie vliegenvangers (Muscicapidae).

## Soorten
Het geslacht kent de volgende soorten:
- Niltava davidi  – Pater Davids niltava
- Niltava grandis  – kobaltniltava
- Niltava macgrigoriae  – kleine niltava
- Niltava oatesi  – Chinese roodkeelniltava
- Niltava sumatrana  – Sumatraanse niltava
- Niltava sundara  – roodbuikniltava
- Niltava vivida  – taiwanroodkeelniltava